# Puro Chile
Puro Chile fue un periódico chileno que circuló entre abril de 1970 y septiembre de 1973. Se caracterizaba por su lenguaje informal, en ciertas ocasiones vulgar y sus desenfadadas críticas a todos los sectores políticos, aunque en los primeros meses comienza a identificarse con el gobierno de Salvador Allende.

## Historia

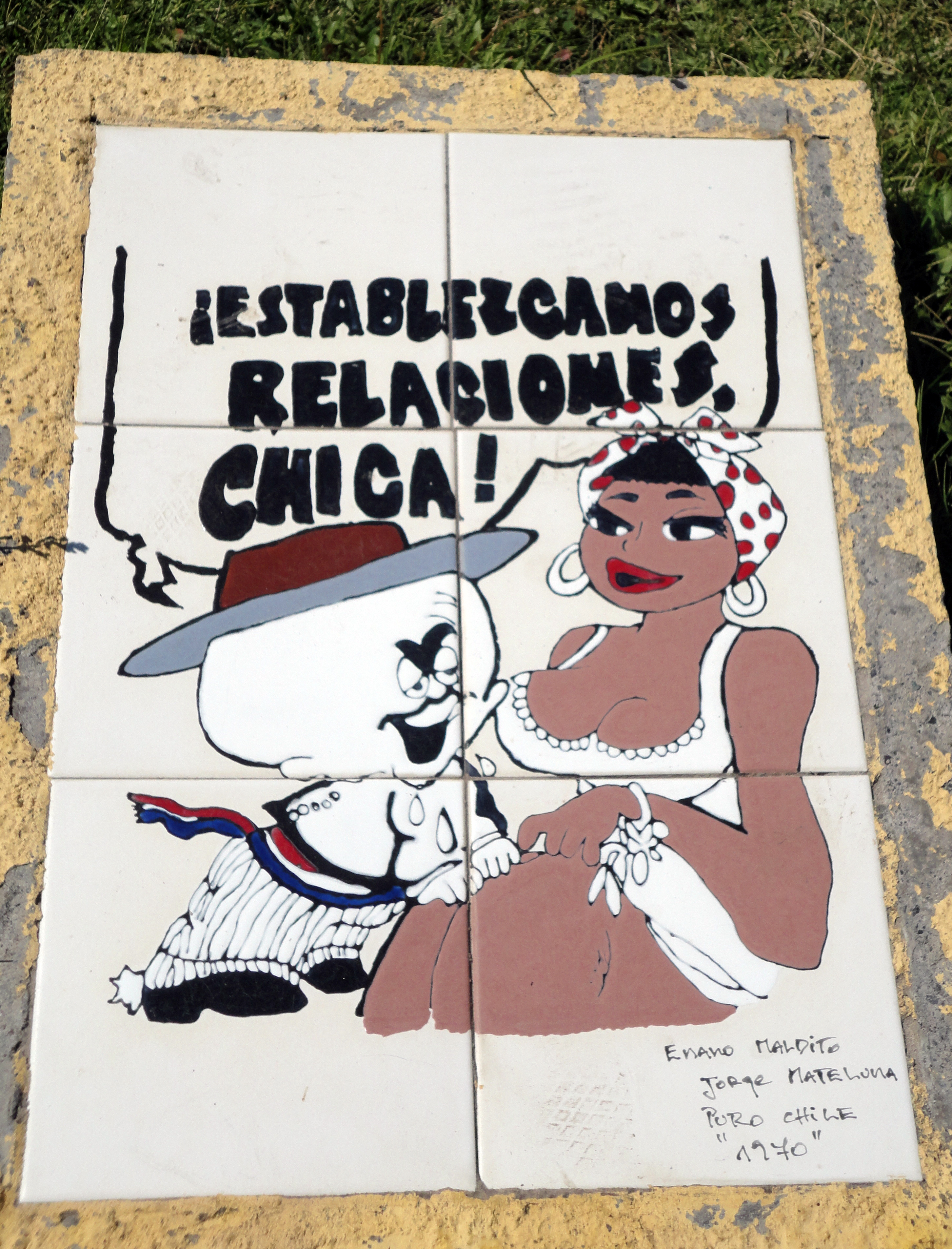
El Enano Maldito, personaje de Jorge Mateluna de 1970, en una cerámica del Parque del Cómic de San Miguel.

El periódico fue publicado por primera vez el 7 de abril de 1970, y su director era el periodista José Gómez López, mientras que su subdirector fue Eugenio Lira Massi.
En sus portadas se hicieron clásicas las caricaturas de El Enano Maldito, un personaje que en una sola viñeta realizaba descarnadas críticas y sátiras a los temas contingentes, principalmente de política. Luego de la mayoría relativa obtenida por Salvador Allende en la elección presidencial de 1970, el diario tituló en primera página con El Enano Maldito: «Les volamos la ra... ja-ja-ja-ja-ja-ja-ja»; y pocos días después de electo el presidente por el Congreso Pleno: «¿Saben qué más? Todos ustedes, momios, son unos hijos de perra».
El diario fue clausurado por orden de la Corte de Apelaciones de Santiago entre el 29 y el 31 de enero de 1971, producto de una querella del senador Raúl Morales Adriasola en contra del periódico luego que lo sindicaran como uno de los autores del asesinato de René Schneider. Durante los días que duró la suspensión, el periódico fue publicado bajo el nombre de Dulce Patria, generando la idea de que era un nuevo diario.
En la madrugada del 28 de junio de 1973 las oficinas del diario, ubicadas en la Avenida Libertador Bernardo O'Higgins 1761, sufrieron un atentado explosivo con una bomba que detonó en el pasillo de ingreso al edificio.
El periódico se publicó por última vez el 11 de septiembre de 1973. La edición de ese día se distribuyó en muy pocos lugares y la mayoría de los ejemplares impresos correspondían a la edición para las provincias, y el periódico pasó a ser uno de los clausurados por la dictadura militar.